# Дружба (печера)
Дру́жба (інша назва Романія) — карстова печера в Українських Карпатах; геологічна пам'ятка природи місцевого значення.
Розташована в межах Угольсько-Широколужанського заповідного масиву (частина Карпатського заповідника), в лісі на північній околиці села Мала Уголька, що в Тячівському районі Закарпатської області.
Дружба вважається найбільшою печерою Українських Карпат. Сумарна довжина її ходів становить понад 1 км, загальна глибина печери — 46 м.
Розташування тут печери пов'язане із заляганням величезних, у кілька кубокілометрів, блоків вапняку, що загалом є характерно для Пенінської зони стрімчаків, яка проходить через південну частину Угольського масиву. Ця місцевість характеризується добре розвинутим карстом, завдяки чому тут представлені найрізноманітніші карстові форми як надземні, так і підземні: карстові лійки, печери, гроти, шахти, карстові колодязі тощо. Тільки печер на території Угольського-Широколужанського масиву налічується понад 30. Окремі з цих печер зберегли свої кам'яні шати — сталактити, сталагміти, сталагнати тощо.
Вхід у печеру Дружбу, що простяглася під землею аж до самої річки Малої Угольки, розташований на дні карстової лійки. Вхідний коридор — це кам'яний природний колодязь завширшки 1,5—2 м і завглибшки 20 м. На дні колодязя розташований великий зал (завалений брилами), від якого в різні боки розходиться кілька коридорів. У печері тече два струмки, які зливаються в єдиний потік. Температура повітря становить +8,5.
Заради безпеки людей і тварин вхід до печери довкруж обгороджений. Потрапити у підземелля можна лише зі спеціальним спорядженням та з провідником, до того ж отримавши дозвіл від адміністрації заповідника.
У 1950—60-х роках поблизу печери проводилися геологорозвідувальні роботи, сліди яких можна спостерігати до сьогодні у вигляді залишків шурфів.
1997 року увійшла до складу Карпатського біосферного заповідника.